# Twórczość Ludowa (kwartalnik)
Twórczość Ludowa – kwartalnik, pismo Stowarzyszenia Twórców Ludowych ukazującym się od 1986.
Jest to pismo popularnonaukowe adresowane do twórców ludowych, animatorów życia kulturalnego oraz pracowników naukowo-badawczych instytucji kultury. Jest jedynym istniejącym pismem o zasięgu ogólnokrajowym w całości poświęconym współczesnej twórczości ludowej, jej problemom i osiągnięciom.
Pismo powstało na bazie wydawanego od 1971 półrocznika „Biuletyn Informacyjny”, a zdobyte w ten sposób doświadczenie zaowocowało w późniejszej pracy nad kwartalnikiem. Przez te lata Stowarzyszenie wypracowało sobie renomę doświadczonego wydawcy.
Przez 14 lat wydawania, kwartalnik zyskał liczne grono oddanych czytelników i współpracowników. Autorami prezentującymi teoretyczną refleksję na temat sztuki i twórczości ludowej są wybitni naukowcy ze środowisk akademickich całej Polski – etnografowie, socjologowie, poloniści i kulturoznawcy. Autorami publikacji są nie tylko oni, ale również sami twórcy ludowi, osoby zainteresowane problematyką ludowej twórczości, pracownicy regionalnych instytucji kultury, pasjonaci.
Charakter „Twórczości Ludowej”, jej adresaci, jak i podejmowana w nim problematyka wymaga specyficznego jej przedstawienia. Pismu udało się stworzyć taką formułę, która jest pomostem między bezpośrednimi twórcami kultury ludowej a zainteresowanymi. Stawia nurtujące to środowisko pytania i stara się na nie odpowiadać, ukazuje złożoność i unikalne piękno polskiego folkloru, kultywuje go we wszystkich jego dziedzinach i popularyzuje najwybitniejsze dzieła i najwybitniejszych twórców.
Redakcja kwartalnika stara się zachować tradycyjny układ graficzny i tematyczny pisma, którego głównymi punktami są:
- przedstawianie najnowszych opracowań naukowo-badawczych z zakresu sztuki ludowej, literatury i folkloru;
- druk utworów z cyklu klasyka literatury chłopskiej oraz najnowszych utworów twórców ludowych z wyodrębnioną pozycja „debiuty”;
- prezentacja instytucji kultury, placówek i organizacji kulturalnych;
- prezentacja sylwetek twórców, w tym klasyków i działaczy;
- zamieszczanie informacji o wydarzeniach kulturalnych, sympozjach, konferencjach, konkursach, wystawach, przeglądach, festiwalach, targach, kiermaszach itp.;
- zamieszczanie informacji bieżących i porad prawnych.

Wydawcą kwartalnika jest Zarząd Główny Stowarzyszenia Twórców Ludowych reprezentowany przez Dyrektora Biura ZG STL Andrzeja Ciotę. Funkcję Redaktora Naczelnego pełni prof. dr hab. Jan Adamowski, sekretarza – Katarzyna Smyk, członka redakcji – Paweł Onochin.
Kwartalnik wydawany jest w formacie A4, oprawiany jest w kolorowy, laminowany karton szyty drutem. Liczba stron – 60. Rozprowadzany jest poprzez prenumeratę prowadzoną przez Biuro Stowarzyszenia. Cena pojedynczego numeru wynosi 10 zł + koszty przesyłki.